# Пінсон чорнодзьобий
Пі́нсон чорнодзьобий (Aimophila notosticta) — вид горобцеподібних птахів родини Passerellidae. Ендемік Мексики.

## Опис
Довжина птаха становить 15 см. Верхня частина тіла коричнева з рудуватим і сіруватим відтінком, поцяткована темно-коричневими смугами, хвіст сірувато-коричневий. Тім'я рудувате, розділене тонкою сірою смугою, обличчя, шия з боків і потилиця сірі, через очі ідуть темні смуги, навколо очей білуваті кільця. Передня частина обличчя і горло білі, на горі є чорні "вуса". Груди сірі. Дзьоб чорний.

## Поширення і екологія
Чорнодзьобі пінсони мешкають на високогір'ях центральної Оахаки на півдні Мексики, можливо, також на півдні Пуебли. Вони живуть в сухих чагарникових і дубових заростях, у порослих чагарниками каньйонах і на прилеглих трав'янистих луках. Зустрічаються на висоті від 1600 до 1900 м над рівнем моря. Живляться насінням, комахами та іншими безхребетними.

## Збереження
МСОП класифікує цей вид як такий, що не потребує особливих заходів зі збереження. За оцінками дослідників, популяція чорнодзьобих пінсонів становить від 20 до 50 тисяч дорослих птахів.